# 熱帶低氣壓WP012016
熱帶低氣壓WP012016（英語：Tropical Depression WP012016，聯合颱風警報中心：WP012016）為2016年太平洋颱風季第1個生成的熱帶氣旋，並帶來港澳地區該年首次熱帶氣旋警告信號，以及廣東西部年內首次颱風預警信號。日本氣象廳、中國國家氣象中心、臺灣中央氣象局、香港天文台和澳門氣象局均視此系統為一熱帶低氣壓，但聯合颱風警報中心卻未有即時升格，事後才把該系統補升為熱帶低氣壓，並給予編號01W。該熱帶低氣壓由一道季風槽發展而成，因此擁有明顯的「季風低壓」特徵，外圍風力較接近中心處更強勁。這次風暴期間，澳門較香港更接近該系統，但只有香港天文台發出更高熱帶氣旋警告信號。

## 發展過程
一個低壓區於2016年5月24日在南海中部的季風槽內生成，美國海軍研究實驗室給予擾動編號90W。該低壓區經過兩日發展後，雖然低層環流中心有外露情況，更曾出現對流空洞，但是螺旋性已漸見明顯。日本氣象廳在5月26日早上8時把該低壓區升格為熱帶低氣壓，聯合颱風警報中心隨後亦在上午11時對其發佈熱帶氣旋形成警報。中國國家氣象中心在下午2時亦把該低壓區升格為熱帶低壓。由於該系統風力結構外強內弱，香港天文台把該低壓區歸類為「季風低壓」，但亦在當晚9時半升為熱帶低氣壓，澳門氣象局在半小時後緊接升格。晚間至翌日（5月27日）該熱帶低氣壓以時速20公里向北至西北偏北移動，逼近廣東西部沿岸，為該區帶來強風及狂風驟雨。隨著該熱帶低氣壓在下午4時半在陽江陽東區登陸，國家氣象中心於晚上8時對其停止編號，香港天文台則在當晚10時55分把該熱帶低氣壓降為低壓區。該熱帶低氣壓的殘餘雨帶伴隨西南季候風在28日為廣東西部和珠江口帶來持續大雨。香港天文台在6月13日公佈熱帶低氣壓報告，把該熱帶低氣壓巔峰時的接近中心最高持續風速，由每小時45公里，上調至每小時55公里。

## 影響

### 香港
當地發出之最高熱帶氣旋警告信號： 三號強風信號
香港天文台在5月26日下午5時正發出「特別天氣提示」，表示南海北部的季風低壓中心附近的對流活動較為鬆散，大風區域位於其外圍；預料季風低壓會向北移動並接近廣東沿岸，翌日（27日）香港天氣將轉為不穩定，有狂風驟雨，離岸及高地間中吹強風，會密切監察該季風低壓的發展及對香港天氣的影響。天文台在晚上9時半表示季風低壓已增強為熱帶低氣壓，隨即在晚上9時40分發出一號戒備信號，當時熱帶低氣壓集結在香港之西南偏南約370公里。而熱帶低氣壓是2008年颱風浣熊以來首個6月前吹襲香港的熱帶氣旋，更打破香港在厄爾尼諾現象下，風季必然於6月或之後開始的紀錄。天文台表示香港當晚至翌日凌晨風力不會顯著增強，需要發出三號熱帶氣旋警告信號的機會不大，不過翌日香港天氣將轉為不穩定，有狂風驟雨，離岸及高地吹強風；可是離岸和高地在晚間已經受強風影響，長洲於27日凌晨3時許更錄得每小時55公里持續風速。天文台在凌晨4時45分表示會在短時間內考慮發出三號信號，而香港會由吹東風漸轉吹南風，風力會有所增強。
天文台在5月27日凌晨5時40分發出三號強風信號，當時熱帶低氣壓集結在香港之西南約240公里。此次是繼2006年9月無名熱帶低氣壓後，10年以來首個無名熱帶氣旋為香港帶來三號信號。天文台表示三號信號會在早上維持，而隨著熱帶低氣壓逐漸接近，香港會有狂風驟雨，並由東風漸轉吹南風。教育局宣佈幼稚園、肢體傷殘兒童學校及智障兒童學校當日停課。然而熱帶低氣壓採取偏西北及離香港較遠的路徑移動，香港境內風勢在早上未有加強，天文台在上午9時45分表示香港普遍吹強風的機會減低，會在未來數小時考慮改發一號信號；但受到熱帶低氣壓的外圍雨帶影響，仍間中會有狂風驟雨。不過隨著一道雨帶中午前後橫過香港，啟德和西貢風力短暫飆升至強風程度，而香港多處地區亦錄得強風，天文台在11時45分表示改在下午考慮改發一號信號。雖然熱帶低氣壓繼續逼近香港，但是天文台在下午1時40分改發一號戒備信號，當時熱帶低氣壓集結在香港之西南偏西約220公里。天文台表示當香港風力進一步減弱時，會考慮取消所有熱帶氣旋警告信號。
然而機場在天文台改發一號信號後才錄得強風，反映天文台改發一號信號時間過早，類似錯誤亦在2013年強颱風尤特仍在靠近香港時發生；但連同早前長洲、啟德及西貢已錄得強風，代表三號信號達標。隨著熱帶低氣壓登陸廣東陽江，與其相關的強風範圍亦影響珠江口一帶，天文台在4時45分特別指出香港西部初時風勢仍然較大。該熱帶低氣壓在晚上8時最接近香港，在香港以西約170公里掠過。隨著熱帶低氣壓晚上進一步移入內陸並減弱為低壓區，天文台於晚上10時50分取消熱帶氣旋警告信號，並表示受西南季候風影響，香港間中有狂風驟雨，海面有湧浪，初時西部風勢仍然較大。而熱帶低氣壓的殘餘雨帶伴隨西南季候風在28日為香港帶來持續大雨，天文台當日下午更一度發出黃色暴雨警告信號。受大雨影響，香港警方下午2時46分接報有16人在粉嶺鹿頸屏南石澗被困，其中2人更遭洪水沖走，幸隨後被救回，一人受傷無需送院。
熱帶低氣壓吹襲期間，天文台測風網絡8個參考自動氣象站有4個錄得強風，三號信號達標。風暴期間，長洲、機場、西貢及啟德錄得的最高10分鐘平均風速分別為每小時55、49、45及42公里。

### 澳門
當地懸掛之最高熱帶氣旋警告信號： 一號風球
澳門氣象局在5月26日將位於南海北部的低壓區升格為一熱帶低氣壓，隨著該熱帶低氣壓進一步北移及逐漸移近澳門，澳門氣象局於同日晚上10時正懸掛一號風球，當時熱帶低氣壓集結在澳門以南約350公里，並表示一號風球將在晚間維持。氣象局在27日凌晨4時表示早上改掛更高風球機會不大。不過隨著熱帶低氣壓繼續逼近，氣象局在上午10時表示下午視乎情況改掛三號風球。雖然鄰近香港天文台已經發出三號強風信號數小時，但預料熱帶低氣壓將登陸廣東西部沿岸，故沒有懸掛三號風球。氣象局在下午3時45分表示預料一號風球將維持一段時間。熱帶低氣壓在晚上9時最接近澳門，在澳門以西約110公里掠過。隨著熱帶低氣壓進一步移入內陸並減弱，氣象局在28日凌晨2時除下所有風球。但熱帶低氣壓的殘餘雨帶及西南季候風影響，氣象局當日下午一度發出暴雨警告信號。受大雨影響，外港碼頭發生撞船事故，一艘高速客船在大雨下靠泊碼頭時擦碰到另一艘高速客船，2名乘客受傷送院。
在下午約4時半至約10時半期間，港澳碼頭、西灣大橋及嘉樂庇總督大橋的一小時平均風力先後錄得強風程度，達到澳門氣象局懸掛三號風球的標準。在未轉吹西南風時，港澳碼頭風力最大，最高風力出現在下午4時55分至5時55分，一小時平均風力為每小時43.5公里。轉吹西南風後，西灣大橋風力最大，最高風力出現在晚上8時25分至9時25分期間，西灣大橋一小時平均風力為每小時47.7公里，一分鐘平均風力為每小時58.3公里， 陣風更一度達到每小時76.7公里。而嘉樂庇總督大橋最大風力出現在晚上9時16分至10時16分，一小時平均風力錄得每小時43.3公里。顯示是次澳門氣象局未有懸掛三號風球做法錯誤。

### 中國大陸

#### 海南
全省發出之最高颱風預警信號： 颱風藍色預警信號
海南省氣象台26日下午4時20分發布颱風四級預警。而由於熱帶低氣壓大風範圍集中於系統東南部，而海南位於系統西面，全省縣市（除西沙外）未有發布颱風預警信號。而熱帶低氣壓在27日下午登陸廣東陽江，海南省氣象台下午4時半解除颱風四級預警。

#### 廣東
全省發出之最高颱風預警信號： 颱風藍色預警信號
雖然熱帶低氣壓移入內陸，並於27日晚上減弱低壓區，但受其殘餘雨帶及系統引進之西南季候風共同影響，廣東西部和珠江口在28日有持續大雨，當中東莞（中部）、信宜、電白、羅定、陽江、恩平及陽西氣象台一度發出暴雨紅色預警信號。
而暴雨觸發江門台山鳳凰峽景區山洪暴發，有在鳳凰峽玩漂流的遊客被洪水沖走，造成8死10傷，事發時當地氣象台正發布暴雨橙色預警信號。台山市瑞芬鎮鎮長朱英煬表示事發前並未發現景區有危險，以及沒有發現山體滑坡的現象。而在江門，洪水暴發亦造成5死、3人失蹤。

## 熱帶氣旋警告使用記錄

### 中國大陸
| 中國國家氣象中心 颱風預警信號 | 中國國家氣象中心 颱風預警信號 | 中國國家氣象中心 颱風預警信號 |
| ----------------------------- | ----------------------------- | ----------------------------- |
| 上一熱帶氣旋                  | 颱風藍色預警信號              | 下一熱帶氣旋                  |
| 超強颱風巨爵                  | 颱風藍色預警信號              | 超強颱風尼伯特                |

### 香港
| 香港天文台 熱帶氣旋警告信號 | 香港天文台 熱帶氣旋警告信號 | 香港天文台 熱帶氣旋警告信號 |
| --------------------------- | --------------------------- | --------------------------- |
| 上一熱帶氣旋                | 一號戒備信號                | 下一熱帶氣旋                |
| 強颱風彩虹                  | 一號戒備信號                | 強烈熱帶風暴銀河            |
| 強颱風彩虹                  | 三號強風信號                | 颱風妮妲                    |

### 澳門
| 地球物理暨氣象局 熱帶氣旋信號 | 地球物理暨氣象局 熱帶氣旋信號 | 地球物理暨氣象局 熱帶氣旋信號 |
| ----------------------------- | ----------------------------- | ----------------------------- |
| 上一熱帶氣旋                  | 一號風球                      | 下一熱帶氣旋                  |
| 颱風彩虹                      | 一號風球                      | 熱帶風暴銀河                  |

## 釋義
1. ↑  聯合颱風警報中心會為西北太平洋或其他洋域發出熱帶氣旋警告並給予編號。該中心之編號分為正式編號與通用編號兩種：前者由兩個英文字母及6位數組成，前兩位為洋域代碼（WP代表西北太平洋，包括南海、東海），中間兩位代表熱帶氣旋當年在洋域內之形成次序，後4位為當年公元紀年（2016）；後者則由兩位數及一個英文字母組成，前兩位數指熱帶氣旋於當年在英文字母所表示的區域內形成次序，英文字母為洋域代碼（W同前述之WP範圍），此編號系統每年重新開始，故無專屬性。換言之，「WP012016」及「01W」皆指2016年第1個於西北太平洋（包括南海、東海）區域內形成的熱帶氣旋，惟注意「01W」用法僅限於2016年。[1]

## 外部連結
- （英文）美國聯合颱風警報中心：WP012016最佳路徑數據 （页面存档备份，存于）
- （简体中文）中國國家氣象中心：2016年熱帶氣旋最佳路徑數據[永久]
- （繁體中文）香港天文台：2016年5月熱帶氣旋概述 （页面存档备份，存于）、《2016熱帶氣旋年刊》 （页面存档备份，存于）、實時天氣稿（5月26日 （页面存档备份，存于）－27日 （页面存档备份，存于））